# Cámara de Ámbar

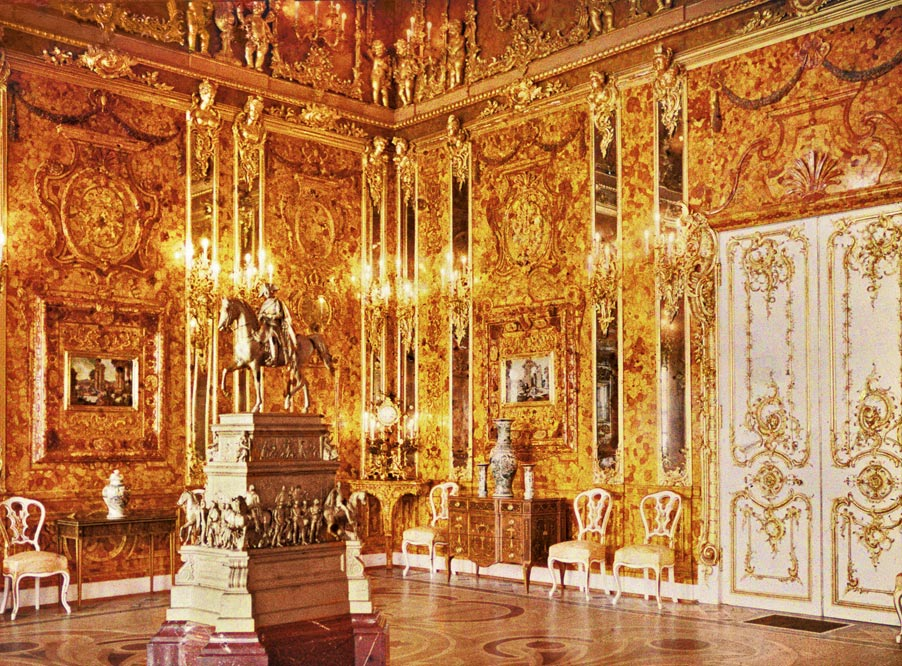
La Cámara de Ámbar en el Palacio de Catalina. Placa autocroma de 1917, una de las pocas fotos en color que existen.

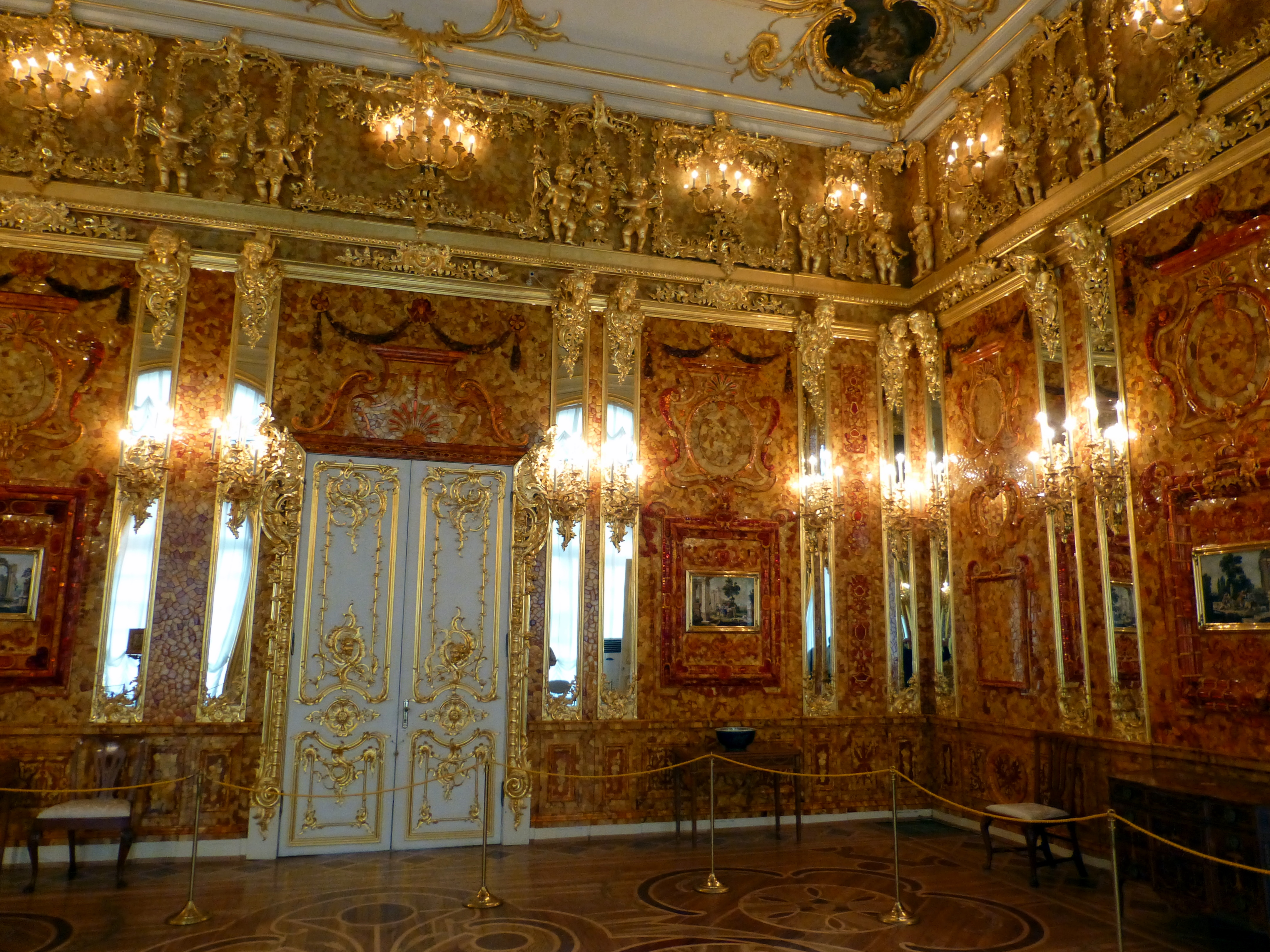
Reconstrucción actual de la Cámara de Ámbar en 2003.

La Cámara de Ámbar (en ruso, Янтарная комната [Yantárnaya kómnata], antiguamente Янтарный кабинет [Yantarnyy kabinet], «Gabinete de Ámbar»; en alemán, Bersteinzimmer) es una cámara dentro del palacio de Catalina de la Villa de los Zares, cerca de San Petersburgo, Rusia. Está decorada con paneles de ámbar respaldados con pan de oro y espejos. Construida en el siglo XVIII en Prusia, la Cámara de ámbar original fue desmantelada y perdida durante la Segunda Guerra Mundial. Antes de su desaparición, era considerada una «octava maravilla del mundo». Se instaló una reconstrucción en el Palacio de Catalina entre 1979 y 2003.
Originalmente estaba destinada al palacio de Charlottenburg de Berlín en 1701, pero finalmente se dispuso en el palacio de la ciudad de Berlín. Fue diseñada por el escultor barroco alemán Andreas Schlüter y el artesano del ámbar danonoruego Gottfried Wolfram. Ambos trabajaron en la cámara hasta 1707, cuando los maestros del ámbar Gottfried Turau y Ernst Schacht continuaron su labor en Danzig (Gdańsk). Permaneció en Berlín hasta 1716, cuando fue donada por el rey prusiano Federico Guillermo I a su entonces aliado el zar Pedro el Grande del Imperio ruso. La cámara se instaló allí en el palacio de Catalina. Después de una expansión y varias renovaciones, cubría más de 55 m² y contenía más de seis toneladas de ámbar.
Durante la Segunda Guerra Mundial fue saqueada por el Grupo de Ejércitos Norte del Tercer Reich y trasladada a Königsberg (actual Kaliningrado) para su reconstrucción y exhibición. Su paradero actual sigue siendo un misterio. En 1979, se emprendieron esfuerzos para reconstruir la Cámara de Ámbar en la Villa de los Zares. En 2003, después de décadas de trabajo de artesanos rusos y donaciones de Alemania, se inauguró la cámara reconstruida en el palacio de Catalina.

## Arquitectura
La Cámara de Ámbar es una obra de arte de gran valor arquitectónico, con características como enchapado en oro, tallados, paneles de ámbar de 450 kg, pan de oro, gemas y espejos, todos resaltados con candelas. Los elementos arquitectónicos y de diseño adicionales incluyen estatuas de ángeles y niños. Debido a sus características únicas y belleza singular, la Cámara de Ámbar original a veces era llamaba la «octava maravilla del mundo». Las estimaciones modernas del valor de la estancia varían de $142 millones (2007) a más de $500 millones (2016).

## Historia

### Creación
Su construcción inició en 1701 con el propósito de instalarse en el palacio de Charlottenburg, la residencia de Federico, primer rey en Prusia, a instancias de su segunda esposa, Sofía Carlota. El concepto y diseño de la sala fue esbozado por el escultor Andreas Schlüter. Gottfried Wolfram, maestro artesano de la corte danonoruega de Federico IV, se encargó de la fabricación, con la ayuda de los maestros del ámbar Ernst Schacht y Gottfried Turau de Danzig (Gdańsk).

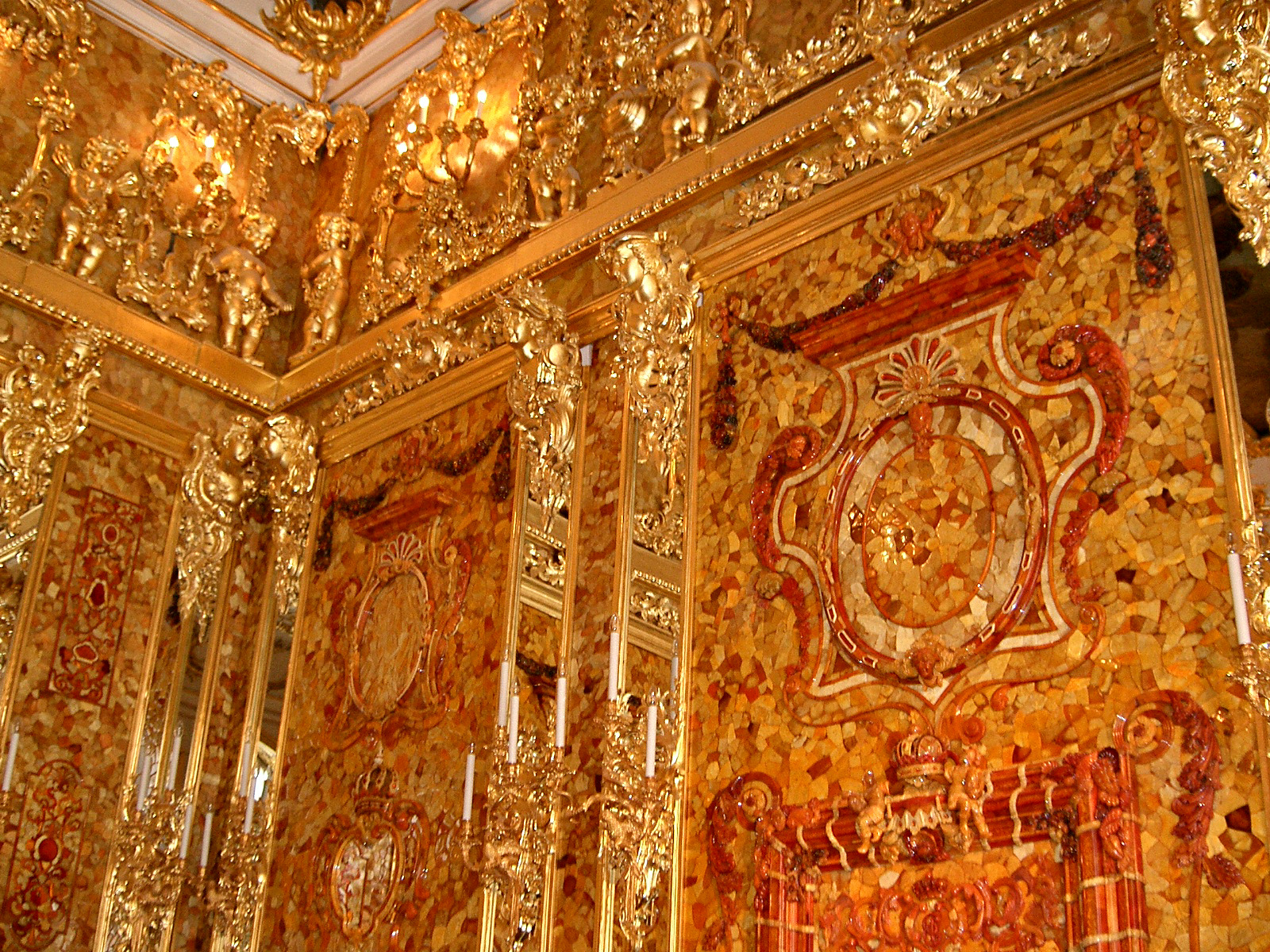
Detalle de la esquina de la versión reconstruida.

Aunque originalmente la instalación estaba destinada en el palacio de Charlottenburg, los paneles completos finalmente se instalaron en el palacio de la ciudad de Berlín. Sin embargo, la Cámara de Ámbar no permaneció en esa residencia real por mucho tiempo. Pedro el Grande de Rusia la admiró durante una visita y, en 1716, el hijo del rey prusiano, Federico Guillermo I, obsequió la estancia al zar ruso, lo que forjó una alianza rusoprusiana contra Suecia.
El diseño original de Berlín fue reelaborado en Rusia, en un esfuerzo conjunto de artesanos alemanes y rusos. Fue la hija de Pedro I, Isabel I, quien decidió que el tesoro de ámbar se instalara en el palacio de Catalina, donde la familia imperial rusa generalmente pasaba los veranos. Después de varias renovaciones en el XVIII, la sala cubría más de 55 m² y contenía más de seis toneladas de ámbar. Se necesitaron más de diez años para completar la construcción.

### Sustracción durante la Segunda Guerra Mundial
Poco después del inicio de la invasión alemana de la Unión Soviética en la Segunda Guerra Mundial, los curadores responsables de retirar los tesoros artísticos en Leningrado intentaron desmontar y llevarse la Cámara de Ámbar. Sin embargo, a lo largo de los años, el ámbar se secó y se volvió quebradizo, lo que hizo imposible trasladar la estancia sin desmoronar el ámbar. Por tanto, la Cámara de Ámbar estuvo escondida detrás de un papel pintado corriente, en un intento de evitar que las fuerzas alemanas la tomaran, pero los esfuerzos por ocultar una obra de arte tan conocida fallaron.
Los soldados alemanes del Grupo de Ejércitos Norte desarmaron la Cámara de Ámbar en treinta y seis horas, bajo la supervisión de dos expertos. El 14 de octubre de 1941, la estancia desmontada llegó a Königsberg (Kaliningrado) en Prusia Oriental (hoy óblast de Kaliningrado), para su almacenamiento y exhibición en el castillo de la ciudad. El 13 de noviembre, un periódico de Königsberg anunció una exposición de la Cámara de Ámbar en ese palacio.

### Últimos días en Königsberg
Por órdenes de Hitler, el 21 y 24 de enero de 1945 se realizó el movimiento de posesiones saqueadas de Königsberg. Esto permitió a Albert Speer, ministro de Armamentos, y su equipo de administración transportar bienes culturales de prioridad. Sin embargo, antes de que se pudiera remover la Cámara de Ámbar, Erich Koch, quien estaba a cargo de la administración civil en Königsberg durante los últimos meses de la guerra, abandonó su puesto y huyó de la ciudad, dejando al general Otto Lasch al mando.
En agosto de 1944, Königsberg fue duramente bombardeada por la Real Fuerza Aérea británica. Asimismo, sufrió más daños extensos de artillería por el avance del Ejército Rojo, antes de la ocupación final el 9 de abril.

## Desaparición
Después de la guerra, la Cámara de Ámbar nunca más se volvió a ver en público, aunque ocasionalmente aparecieron informes que indicaban que algunas de sus piezas sobrevivieron a la guerra. Varios testigos presenciales afirmaron haber visto la famosa sala cargada a bordo del Wilhelm Gustloff, que zarpó de Gdingen (Gdynia) el 30 de enero de 1945, barco inmediatamente torpedeado y hundido por un submarino soviético.
En 1997, se encontró en Alemania un mosaico de piedra italiano, que formaba parte de un conjunto de cuatro piedras que habían decorado la Cámara de Ámbar, en posesión de la familia de un soldado que afirmó haber ayudado a empacarla. El mosaico llegó a manos de las autoridades rusas y se utilizó en los esfuerzos de reconstrucción.
En 1998, dos equipos separados, uno alemán y otro lituano, anunciaron que habían localizado la Cámara de Ámbar. El equipo alemán señaló una mina de plata, mientras que el lituano creía que el tesoro ámbar estaba enterrado en una laguna; ninguno de los dos lugares resultó contener la Cámara de Ámbar.

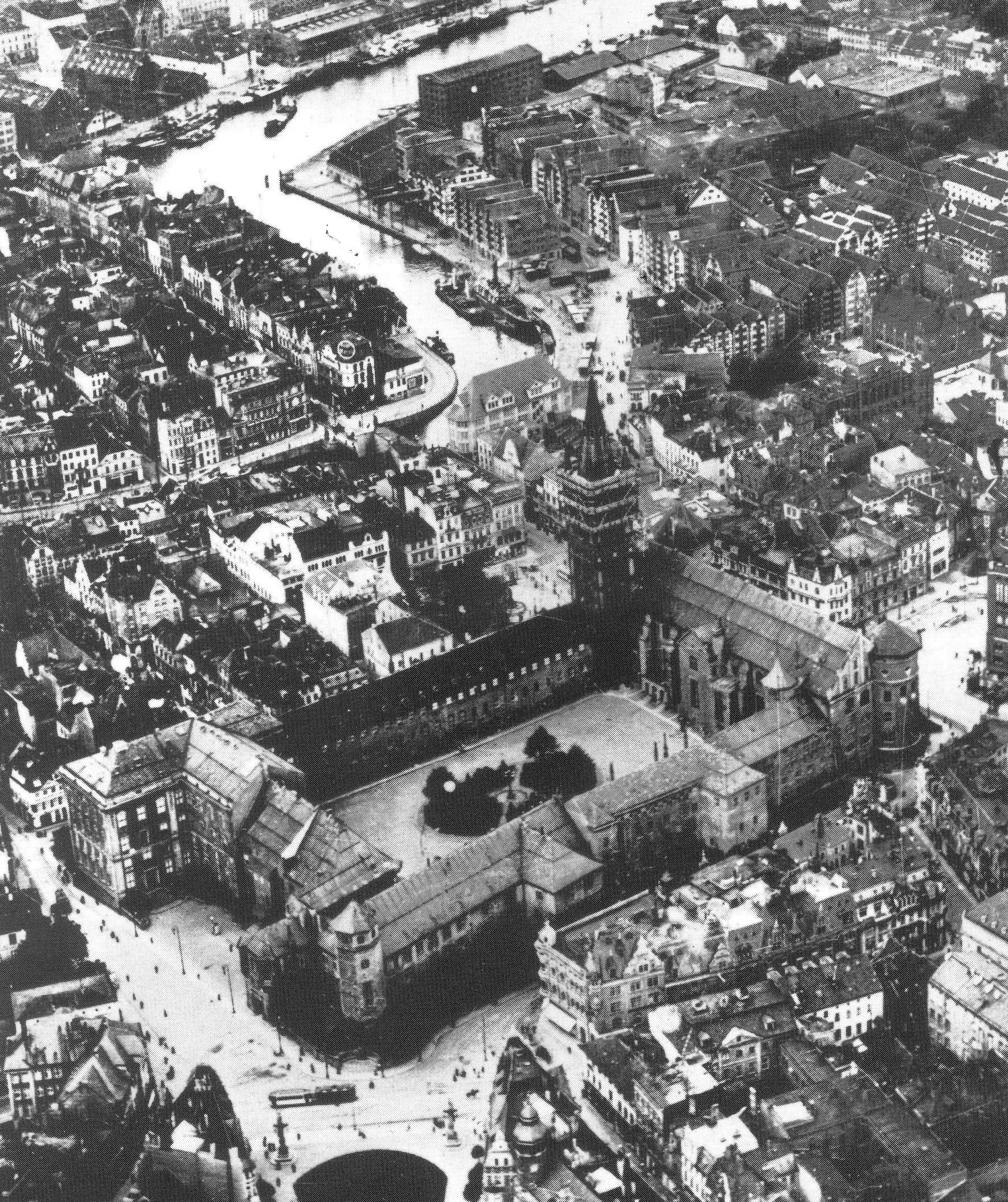
Castillo de Königsberg en 1925.

 En 2004, una larga investigación realizada por los periodistas de investigación británicos Catherine Scott-Clark y Adrian Levy concluyó que la Cámara de Ámbar probablemente fue destruida cuando el castillo de Königsberg fue derruido, primero durante el bombardeo por la Real Fuerza Aérea británica en 1944 y luego por el fuego de artillería soviético sobre el castillo seguido de la destrucción de las paredes restantes. Los documentos de los Archivos Nacionales de Rusia revelaron esto en la evaluación de un informe soviético, escrito por Aleksandr Brusov, jefe del equipo soviético encargado de localizar la Cámara de Ámbar después de la guerra. El informe decía: «Resumiendo todos los hechos, podemos decir que la Cámara de Ámbar fue destruida entre el 9 y el 11 de abril de 1945». Estas fechas corresponden con el final de la batalla de Königsberg, que terminó el 9 de abril con la rendición de la guarnición alemana. Unos años más tarde, Brusov expresó públicamente una opinión contraria; se cree que hizo esto debido a la presión del régimen soviético, que no querían ser vistos como responsables de la pérdida.
Entre otra información recuperada de los archivos estaba la revelación de que los mosaicos de piedra italianos restantes se encontraron en los escombros quemados del castillo. Scott-Clark y Levy concluyeron en su informe que la razón por la que los soviéticos realizaron extensas búsquedas de la Cámara de Ámbar, a pesar de que sus propios expertos habían concluido que estaba destruida, fue porque querían saber si alguno de sus propios soldados había sido responsable de la destrucción. Los periodistas de investigación también mencionaron que otros miembros del régimen soviético consideraron que el robo de la Cámara de Ámbar era una herramienta útil de propaganda de la Guerra Fría. Los funcionarios rusos, desde entonces, han negado estas conclusiones. Según los informes, Adelaida Yolkina, investigadora principal del palacio Pávlovsk, declaró: «Es imposible ver que el Ejército Rojo sea tan descuidado que dejen que la Cámara de Ámbar sea destruida». Después de que el informe se hizo público, Leonid Arinstein, teniente del Ejército Rojo a cargo de un pelotón de fusileros durante la batalla de Königsberg, dijo: «Probablemente fui una de las últimas personas que vieron la Cámara de Ámbar». Al mismo tiempo, explicó que toda la ciudad estaba ardiendo debido a los bombardeos de artillería, pero también negó las acusaciones de que el Ejército Rojo incendió la ciudad a propósito: «¿Qué soldados quemarían la ciudad donde tendrían que quedarse?».
Una variación de esta teoría por algunos residentes actuales de Kaliningrado, es que al menos partes de la habitación fueron encontradas en las bodegas del castillo de Königsberg después de la Segunda Guerra Mundial por el Ejército Rojo. Supuestamente aún estaba en buenas condiciones; esto no fue admitido en ese momento, por lo que la culpa podría recaer en los nazis. Para preservar este relato, el acceso a las ruinas del castillo, que se permitió después de la Segunda Guerra Mundial, se restringió repentinamente a todos, incluso los investigadores históricos y arqueológicos, pero se presumió que la habitación se encontraba en un almacén cerca del castillo de Königsberg. Luego, en 1968, a pesar de las protestas académicas en todo el mundo, el gobernante soviético Leonid Brézhnev ordenó la destrucción del castillo de Königsberg, por lo que cualquier investigación in situ del último sitio de descanso conocido de la Cámara de Ámbar es casi imposible. En años más recientes, la búsqueda ha continuado en diferentes lugares, incluso cerca de Wuppertal, Alemania.
Otra hipótesis implica un búnker en Mamerki, en el noreste de Polonia, o que Stalin ordenó reemplazar la Cámara de Ámbar por una réplica antes de su saqueo, ocultando la original. El principal problema para encontrarla es que el régimen nazi escondió muchos elementos en distintos lugares de difícil acceso, generalmente sin documentación, dejando un área de búsqueda bastante amplia. Incluso desde 1939, los alemanes trasladaron artículos a destinos lejos de Europa, como en el caso del SS Minden, que transportó cuatro toneladas de oro (equivalentes a £100 000 000), que no se encontró hasta 2017. La búsqueda de la Cámara de Ámbar también ha sido detenida por las autoridades. En el caso del castillo de Frýdlant se detuvo debido al valor histórico del edificio.

## Reconstrucción

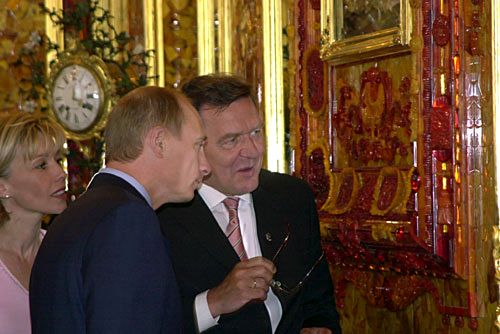
Vladímir Putin y Gerhard Schröder en la reinauguración de la Cámara de Ámbar en 2003.

En 1979, el gobierno soviético decidió construir una réplica de la Cámara de Ámbar en la Villa de los Zares, un proceso que duró veinticuatro años y requirió cuarenta expertos rusos y alemanes en artesanía de ámbar. Utilizando dibujos originales y viejas fotografías en blanco y negro, hicieron lo posible para duplicar la estancia original; esto incluyó los trescientos cincuenta tonos de ámbar en los paneles y accesorios originales que adornaban la cámara. Otro problema importante fue la falta de trabajadores calificados, ya que el tallado en ámbar se consideraba una forma de arte casi extinta.
Las dificultades financieras que obstaculizaron el proyecto de reconstrucción desde el principio se resolvieron con la donación de $3.5 millones de la empresa alemana E.ON. En 2003, el trabajo de los artesanos rusos se había completado en su mayoría. La nueva sala fue dedicada por el presidente ruso Vladímir Putin y el canciller alemán Gerhard Schröder en el 300.º aniversario de la ciudad de San Petersburgo.
En Kleinmachnow, cerca de Berlín, existe una réplica en miniatura, fabricada según el original. El coleccionista de miniaturas alemán Ulla Klingbeil hizo esta copia con ámbar de Prusia Oriental original.